# Градо
Градо (итал. Grado, вен. Gravo, фриул. Grau) — город в итальянской провинции Гориция (регион Фриули-Венеция-Джулия), между Венецией и Триестом, в живописных лагунах устья реки Изонцо. Население 8 053 человек (31-03-2019).
Покровителями города почитаются святые Гермагор и Фортунат, празднование 12 июля.
Хотя словенцы приписывают Градо славянское происхождение и называют его Градежем (Gradež), он существовал до прихода славян как Aquae Gradatae, средоточие морских купален, место стоянки для императорского флота и гавань города Аквилея. Во время варварских нашествий население Аквилеи стало переселяться в более тихий Градо, а в 452 году аквилейский епископ Никита выстроил здесь базилику Святой Евфимии, монастырь Санта-Мария-делле-Грацие и баптистерий.
Эти храмы продолжают существовать в том виде, который был им придан вскоре после побега патриарха Павлина I из Аквилеи в Градо от нашествия лангобардов в 568 году. Вследствие этого в патриархии случился раскол: патриарх Градо считал своей канонической территорией берег Венецианской лагуны, а патриарх Аквилеи распространил своё влияние на земли вглубь материка. После многих лет бесплодного соперничества патриарх аквилейский в 993 году силой взял Градо, но удержать его не смог, и только в 1027 году папа римский окончательно утвердил верховенство аквилейского примаса над градовским.
После переезда патриарха в Венецию (в 1453 году) жители Градо забыли о церковных диспутах, занимаясь главным образом рыбной ловлей и приготовлением сардин. С XIX века приморский город стал развиваться как курорт Австрийской Ривьеры для золотушных детей и австрийских чиновников из Триеста. По итогам Первой мировой войны он был присоединён к Италии.

## Галерея
- Интерьер базилики Святой Евфимии
- Многие рестораны находятся в самой старой части города.
- Базилика Святой Евфимии ночью
- Гавань
- Остров Барбана, церковь
- Канал в Градо